# Franquismo sociológico

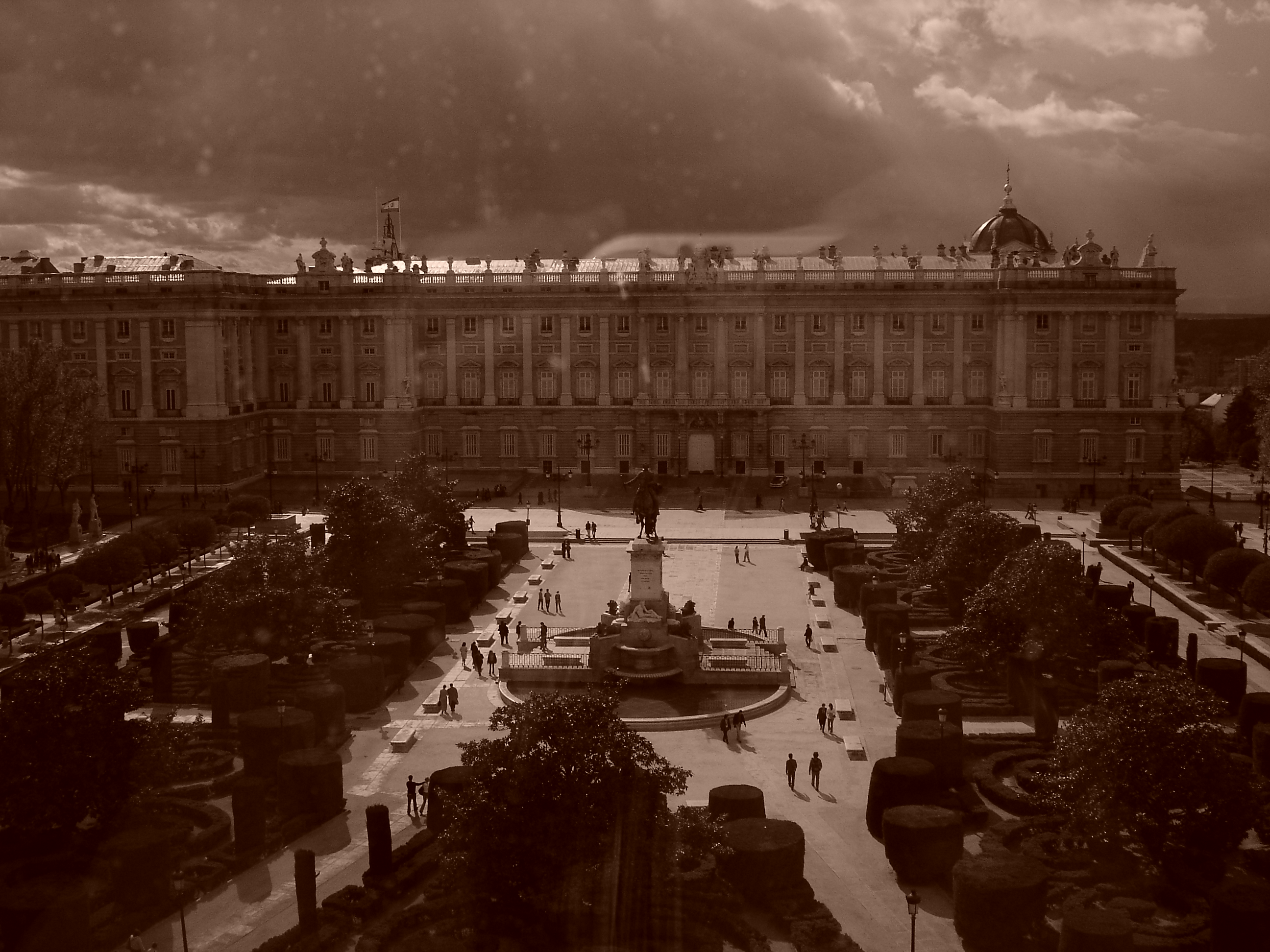
Plaza de Oriente, frente al Palacio Real de Madrid. Fue el escenario de las mayores manifestaciones del franquismo, tanto en vida del dictador como tras su muerte, conmemorada todos los 20-N por los franquistas más nostálgicos.

Franquismo sociológico es una expresión utilizada para evidenciar la pervivencia de rasgos sociales propios del franquismo en la sociedad española posterior a la muerte de Francisco Franco (1975). El término fue utilizado especialmente durante la transición para referirse a «las bases sociales de la dictadura y que englobaba a la clase alta, la clase media católica, así como los trabajadores y campesinos de las zonas rurales conservadoras». Fue a ese sector de la población al que pretendió representar Alianza Popular en las primeras elecciones democráticas celebradas en junio de 1977.
Su existencia se suele explicar por la represión prolongada durante los cuarenta años de la dictadura franquista, el miedo a la repetición de la guerra civil española y del enfrentamiento de las llamadas Dos Españas, y a la valoración positiva del papel del franquismo en el crecimiento económico que se produjo durante el llamado desarrollismo (1959-1975), aun a costa de obviar otras cuestiones, como la emigración. Todo ello condujo a un sector de la sociedad española, incluidas algunas personas que podrían estar más identificados con la oposición al franquismo, a la perpetuación de actitudes de conservación y supervivencia, aprendidas y transmitidas generacionalmente desde los años cuarenta, como la autocensura y el sometimiento voluntario y conformista a la autoridad, que en casos extremos puede llegar incluso a calificarse de servilismo y en los más comunes se identifica con la denominada mayoría silenciosa, que proporcionó al régimen la forma más barata, eficaz y ubicua de represión.

Hubo un franquismo sociológico que aún pervive en mayor o menor medida y una retórica del franquismo que recuerda los mejores años, los que fueron de 1962 o 1963 a los primeros de la década de los setenta, y olvida los años de penurias y la crisis económica posterior, que se larvó ya durante el franquismo. En muchos sectores del franquismo sociológico han mitificado los años económicamente buenos, pero hay que recordar que éstos se basaron en exportar parados primero a Cataluña y al País Vasco y luego a Europa
Manuel Vázquez Montalbán

El franquismo, de ser originalmente un sistema político, se convirtió en forma de vida de los españoles
José Luis López Aranguren

## Franquismo sociológico y cultura política
En cuanto al ejercicio del poder político, franquismo sociológico se define como la cultura política de identificación con el régimen. Antonio Maestre aporta una definición que sobrepasa la esfera de las clases políticas: 

La corriente de ciudadanos y políticos que habiendo vivido bien con el franquismo y estando de acuerdo con sus ideas, estaban abiertos a un cierto nivel de apertura para controlar que la transición no se saliera de los cauces tolerables.
Antonio Maestre

 La popularidad de Franco durante su dictadura no se medía por encuestas de opinión, pero la legitimidad de ejercicio y la legitimidad carismática de su figura (caudillismo), así como el encuadramiento social masivo a través de las distintas secciones del denominado Movimiento nacional (todos ellos elementos propios del fascismo), se procuraban exhibir en manifestaciones multitudinarias de apoyo (eufemísticamente calificadas de espontáneas, véase Lemas del franquismo) y en esporádicas consultas populares (convenientemente gestionadas para ofrecer resultados prácticamente unánimes, véanse Ley del Referéndum Nacional y otras Leyes fundamentales). Franco expresó en uno de sus últimos discursos televisados de Navidad que, en lo que respectaba al futuro, todo estaba atado y bien atado, y esta expresión pasó a ser utilizada como un lema muy aplicado. Se escrutaba cualquier pista sobre su estado de salud o intenciones, crípticamente expresadas: la frase no hay mal que por bien no venga referida al atentado de ETA contra Luis Carrero Blanco, fue objeto de todo tipo de especulaciones sobre su sentido. Sus confidencias a alguna personalidad, como Vernon Walters, el que fuera subdirector de la CIA, en la entrevista que tuvo cuando fue como enviado de Nixon, parece que iban en el sentido de que confiaba que la mayor parte de la sociedad española realizaría una evolución política que no rompería con su legado: 

Para Franco el gran aliado (para el tránsito tranquilo) serán las clases medias, que hoy son la mayor parte de la sociedad española, y que tienen ya una situación acomodada, desde la cual no van a jugarse el todo por el todo para hacer otra vez la guerra civil.
Vernon A. Walters

El cambio de régimen a partir de 1975 hizo que los elementos más nostálgicos quedaran restringidos a una extrema derecha que no a llegó a tener ninguna representación parlamentaria en 1977 (y solamente un diputado, Blas Piñar, por Fuerza Nueva en las segundas elecciones generales, de 1979). La derecha, representada por los franquistas denominados aperturistas (Alianza Popular), procuraba mantener un equilibrio entre la necesidad de conectar con esa mayoría social (Manuel Fraga la calificó más tarde de mayoría natural) y la pretensión de no mostrar demasiadas conexiones con el pasado, con muy poco éxito electoral. La mayoría social optó electoralmente en los años setenta y ochenta por partidos de centro (la UCD de Adolfo Suárez) o izquierda (el PSOE).

En esencia lo que pretendía Alianza Popular era la captación del franquismo sociológico. Pero tal y como se planteó lo que realmente capitalizó fue el franquismo político, más residual y menos significativo (...) Mientras, el llamado franquismo sociológico (...) se inclinaba hacia otras opciones democráticas más de centro.
Alfonso Osorio

La continuidad de elementos heredados del franquismo estaba presente en el propio sistema político. El debate entre Reforma o Ruptura se solucionó con una reforma pactada a través del consenso constitucional. Los partidos de izquierdas fueron conscientes de que su debilidad hacía inviable la ruptura, mientras que a partir de 1976 el rey Juan Carlos I (designado por Franco como sucesor en 1969) y su equipo de confianza (fundamentalmente Torcuato Fernández Miranda y Adolfo Suárez) llevaron a cabo la reforma ideada, quedando marginados del proceso tanto los inmovilistas como los aperturistas más conocidos (Manuel Fraga o José María de Areilza). Este grado de democracia logrado es cuestionado por algunos autores, como Armando López Salinas, al considerar que se realizó una reforma controlada, en un sentido similar al que Giuseppe Tomasi di Lampedusa aplicó a la Unificación Italiana en su obra El gatopardo: «las clases dominantes necesitan cambiar algo para que todo siga igual».

## Con Franco vivíamos mejor
Al día siguiente de la muerte de Franco, Gonzalo Fernández de la Mora, exministro franquista e ideólogo de los «tecnócratas» inmovilistas, publicó un artículo muy elogioso sobre su figura, que coincidía con la imagen que había proyectado la propaganda franquista en vida del Caudillo y que había penetrado en una parte de la población (además de ser compartida por las «familias del franquismo»):

En el contexto de la Historia, Franco es el hombre de Estado más importante que ha tenido España desde el Rey Prudente. Recibió un país empobrecido e invertebrado y lo ha convertido en una gran potencia industrial y en una Monarquía robustamente institucionalizada. Recibió una nación de inmensa mayoría proletaria y la ha transformado en una sociedad de clases medias. Erradicó el analfabetismo y el hambre, nuestras dos pestes centenarias.

Una prueba de la pervivencia de este «sentimiento franquista» en un segmento amplio de la población fue, entre otras cosas, el gran éxito editorial que alcanzaron las novelas satíricas de Fernando Vizcaíno Casas (Al tercer año resucitó, De camisa vieja a chaqueta nueva), autor de derechas, y que expresaba puntos de vista identificables con el lema, muy popular en la época: Con Franco vivíamos mejor. Todavía en 2007, en el contexto de los debates por la Ley de Memoria Histórica, seguía existiendo resistencia a condenar el franquismo por una gran parte de la sociedad y la clase política:

¿Por qué voy a tener que condenar yo el franquismo si hubo muchas familias que lo vivieron con naturalidad y normalidad? En mi tierra vasca hubo unos mitos infinitos. Fue mucho peor la guerra que el franquismo. Algunos dicen que las persecuciones en los pueblos vascos fueron terribles, pero no debieron serlo tanto cuando todos los guardias civiles gallegos pedían ir al País Vasco. Era una situación de extraordinaria placidez. Dejemos las disquisiciones sobre el franquismo a los historiadores.
Jaime Mayor Oreja

Identificados con el franquismo quedaron los denominados valores tradicionales: la patria, la religión y la familia. De alguna manera, se utiliza como sinónimo de conservadurismo, patriarcado, tradicionalismo, apoliticismo o autoritarismo; todos ellos fenómenos de amplísima extensión temporal, anteriores al propio Franco, hasta tal punto que hay quien hace una inversión de causa y consecuencia entre Franco y un franquismo sociológico preexistente:

Yo no creo que Franco fuera la causa, sino la consecuencia. No creo que Franco ni el franquismo hayan sido una especie de banda de militares que se apoderaron del poder, sino que eran la excreciencia o el resultado de una manera de comprender o de entender España. Y gran parte de esa manera de comprender o de entender España se ha transmitido por generaciones a sectores de la derecha española a los que pertenece el expresidente Aznar, y en los que yo he sido educado. He ido al colegio de Aznar; mi familia sociológicamente es como la de Aznar; he estudiado donde él estudiaba, que es el barrio de Salamanca de Madrid. Eso es el franquismo sociológico al que yo he pertenecido, y por tanto lo conozco bien.
Juan Luis Cebrián

También quedó identificado con el franquismo el desarrollismo (crecimiento económico expeditivo y con pocos escrúpulos):

La metamorfosis de este sufrido Madrid, que ha dejado de ser el rojo rompeolas de todas las Españas para pasar a ser el nuevo escaparate ostentoso del arribista neofranquismo sociológico.
Enrique Gil Calvo

Al escritor Manuel Vázquez Montalbán se le atribuye una frase derivada de esta: "Contra Franco vivíamos mejor."

## Esto con Franco no pasaba
Otra frase que perdura en la sociedad es "Esto con Franco no pasaba". Inicialmente surgió para censurar comportamientos que se salían de lo marcado por la moral católica (véase el destape o la movida madrileña) que aparecieron poco después de la muerte del dictador.
A día de hoy solamente se utiliza de forma retórica, para remarcar la ironía de que, viviendo ahora en una democracia liberal, han sido eliminadas algunas libertades que se permitían en el régimen franquista, como fumar en lugares públicos o encender barbacoas en el monte o la playa. Lo mismo para criticar problemas de la sociedad actual que eran en comparación menos graves en la época franquista, como la carestía de la vivienda, y el consecuente retraso en la emancipación de los jóvenes.

## El «síndrome de la Moncloa»

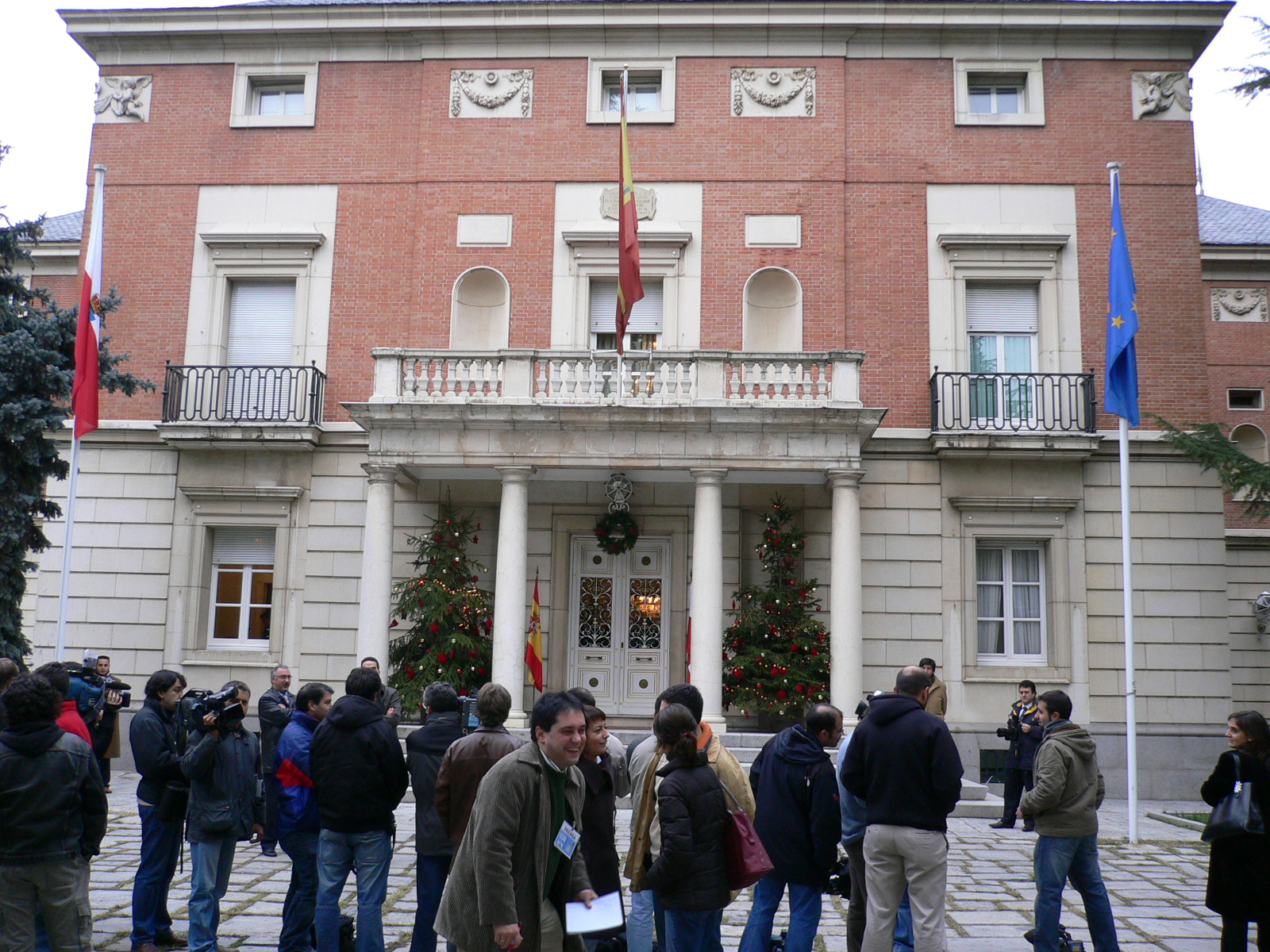
Palacio de la Moncloa, sede de la Presidencia del Gobierno desde que Adolfo Suárez decidió trasladarla desde su anterior ubicación tradicional, en Paseo de la Castellana número 3, junto a la Plaza de Colón (Madrid). El aislamiento que se atribuye a la nueva ubicación, en un palacio que recordaba por su situación al noroeste de la capital la residencia de Franco en el Palacio de El Pardo, ha sido reflejada en la expresión síndrome de la Moncloa, y que se entiende como un endiosamiento o alejamiento de la realidad que afectaría a todos los sucesivos presidentes.

Se sigue debatiendo si las pervivencias del franquismo fueron mayores o menores que los cambios en un sentido democrático. Particularmente, se suele señalar como herencia del pasado franquista el acusado personalismo de los gobernantes (Adolfo Suárez, Felipe González, José María Aznar, José Luis Rodríguez Zapatero, Mariano Rajoy o Pedro Sánchez) junto al extraordinario peso que el gobierno tiene sobre el parlamento, muy superior a otras democracias europeas.[cita requerida] Aunque la Constitución de 1978 no puede calificarse de presidencialista, de hecho, los poderes que reserva al presidente del gobierno son muy amplios. Por otro lado, la investidura del presidente siempre se ha producido sin demasiados problemas (comparados con otras democracias parlamentarias, como la italiana) a excepción de la XI legislatura (investidura fallida de Pedro Sánchez) y la XII legislatura (investidura difícil de Mariano Rajoy), los mandatos presidenciales han sido estables (salvo algún hecho excepcional, como el intento de golpe de Estado del 23-F de 1981, o quizá precisamente gracias a ello) y prolongados (salvo el de Leopoldo Calvo-Sotelo, fruto de aquella circunstancia); y hasta 2019 nunca se ha recurrido a los gobiernos de coalición. El sistema político se aproxima bastante a un bipartidismo (imperfecto por la presencia de nacionalismos periféricos), en el que recientemente han aparecido nuevos partidos de ámbito nacional (Ciudadanos, Podemos y Vox). Este rasgo en concreto no necesariamente se interpreta siempre como algo que produzca inevitablemente consecuencias negativas, ni siquiera desde una perspectiva progresista: Maurice Duverger utilizó ese hecho para incluir a España en lo que denominaba Europa de la decisión, frente a la Europa de la impotencia.

## Crítica del concepto
Pienso que esta expresión es imprecisa y se puede prestar a equívocos. Habría que distinguir dos acepciones interrelacionadas, pero diferentes y con operatividad diversa. Una, más estricta, nos remite al complejo de estructuras socioeconómicas y de intereses concretos, creados, mantenidos o potenciados por el sistema franquista. Otra, demasiado amplia, viene a incluir como «franquismo sociológico» lo que, en términos generales, puede comprenderse como conjunto de actitudes sociopolíticas, regularidades de comportamiento personal y colectivo e inercias de pasividad o indecisión fomentadas por cuarenta años de perseverante ejercicio de poder personal.
Carlos Ollero